# Sphecodes shawi
Sphecodes shawi là một loài Hymenoptera trong họ Halictidae. Loài này được Lovell mô tả khoa học năm 1911.